# Weijerswold
Weijerswold (Nedersaksisch: Weijerswold) is een gehucht van 48 woningen in de gemeente Coevorden, in de Nederlandse provincie Drenthe.

## Geografie
De plaats ligt aan de N863 tussen Schoonebeek en Coevorden, ook wel Europaweg geheten.

## Bezienswaardigheden
- Boerderij met achterbaander uit 1867, Weijerswold 8.
- Boerderijcomplex uit 1852 met sluitsteen boven de ingang van de schuur, Weijerswold 14-16.[2]